# Gabara insuetalis
Gabara insuetalis är en fjärilsart som beskrevs av William James Kaye 1924. Gabara insuetalis ingår i släktet Gabara och familjen nattflyn. Inga underarter finns listade i Catalogue of Life.